# هاینریش ویلهلم دووه
هاینریش ویلهلم دووه (آلمانی: Heinrich Wilhelm Dove؛ زاده ۶ اکتبر ۱۸۰۳ درگذشته ۴ آوریل ۱۸۷۹) یک فیزیک‌دان اهل آلمان بود.
باینورال بیت (به انگلیسی: Binaural Beats) یا بیت‌های دوتایی، ضربان‌هایی هستند که به صورت دو ضربه با فرکانس‌های متفاوت شنیده می‌شوند و مغز آنها را در یک لحظه دریافت می‌کند. باینورال بیت‌ها فرکانس‌های متفاوتی در طرف راست و چپ دارند و یکی پس از دیگری به گوش می‌رسد. یعنی اگر سمت راست ۲۰۰ هرتز باشد طرف چپ ۲۱۰ هرتز است.[۱]
فرکانس باینورال بیت‌ها باید پایین ۱۰۰۰ هرتز باشند تا مغز آنها را دریافت کند و صدا باید به حد کافی بلند باشد.[۲]
امواج دلتا
ویرایش
امواج دلتا از ۰٫۵ هرتز تا ۳ هرتز هستند. هنگام خواب عمیق مغز از این نوع امواج از خود می‌فرستد. گوش دادن به باینورال بیت‌هایی با الگوی دلتا می‌تواند انسان را دچار خواب آلودگی کند.[۲]
امواج تتا
ویرایش
امواج تتا این امواج هنگام مدیتیشن، خواب (غیر عمیق) و خلاقیت از مغز فرستاده می‌شوند، بنابرین گوش دادن به این الگوها می‌تواند به خلاقیت، خواب و مدیتیشن شنونده کمک کند. امواج تتا از ۴ هرتز تا ۷ هرتز هستند.[۲]
امواج آلفا
ویرایش
امواج آلفا هنگام ریلکسیشن یا هر چیزی که باعث کم شدن هوشیاری می‌شود از مغز فرستاده می‌شود. گوش دادن به این الگوها به آرامش کمک می‌کند. این امواج از ۸ هرتز تا ۱۳ هرتز هستند.[۲]
امواج بتا
ویرایش
امواج بتا که بین ۱۴ هرتز تا ۲۹ هرتز می‌باشد، به‌طور پیش فرض هنگام بیداری از مغز ارسال می‌شود. گوش دادن به این الگوها باعث بیداری، انرژی، افزایش هوشیاری و تمرکز می‌شود. همچنین در رنج‌های آخر مانند ۲۸ باعث افزایش اضطراب می‌شود؛ و در ۲۰ هرتز برای هیپنوتیزم استفاده می‌شود.[۲]
امواج گاما
ویرایش
(موج گاما، پرتو گاما نیست) این دسته از امواج که بالاترین نرخ ضربه را دارند، هنگامی که از خواب بیدار می‌شوید باعث برانگیختگی می‌شود. امواج گاما مانند کافئین می‌ماند و گوش دادن به این الگوها شما باعث افزایش آدرنالین، خشم و فعالیت ذهنی می‌شود. این امواج بین ۳۰ تا ۵۰ هرتز قرار دارند.[۲]

این ضربه‌ها در پس زمینه بعضی موسیقی‌ها استفاده می‌شود، مثلاً در پس زمینه اکثر موسیقی‌های آرام بخش از باینورال بیت‌هایی با الگوی تتا استفاده می‌کنند تا حس را به شنونده بدهد.
همچنین در درمان مشکلاتی همچنان بی‌خوابی، اضطراب، عدم تمرکز و خستگی مزمن می‌توان با گوش دادن به بیت‌هایی با امواج به ترتیب دلتا، آلفا، بتا و گاما تا حد زیادی خود را درمان کرد. باینورال بیت‌ها در درمان بیش فعالی می‌توانند تأثیر زیادی داشته باشند.
بعضی‌ها به صورت خام به این بیت‌ها گوش می‌دهند که شاید زیاد جالب نباشد، ولی بهتر است به موسیقی‌هایی که در پس زمینه خود از این بیت‌ها استفاده گوش شود. برای تأثیر گذاری باید از ایرفون یا هدفون استفاده شود.[۱]